# Khoshi (huyện)
Khushi là một huyện thuộc tỉnh Lowgar, Afghanistan. Dân số thời điểm năm 1999 là 25,142 người.